# امبروزیو
امبروزیو (به لاتین: Ambrożew) یک منطقهٔ مسکونی در لهستان است که در Gmina Góra Świętej Małgorzaty واقع شده‌است.

## خصوصیات
امبروزیو ۳۴۰ نفر جمعیت دارد.